# Émile Bollaert
Pour les articles homonymes, voir Bollaert.
Émile Bollaert, né le 13 novembre 1890 à Dunkerque (Nord) et mort le 18 mai 1978 dans le 6e arrondissement de Paris, est un haut fonctionnaire et homme politique français, qui fait une carrière préfectorale de 1919 à 1940 puis s'engage dans la Résistance pendant la Seconde Guerre mondiale. Il est haut-commissaire de France en Indochine de 1947 à 1948, puis président de la Compagnie nationale du Rhône de 1949 à 1960.

## Biographie
Émile Georges Hector Bollaert est né le 13 novembre 1890 à Dunkerque. Élève du lycée Faidherbe de Lille et poursuit ses études secondaires à Paris, où il passe sa licence en droit. En 1913, il entre comme attaché au cabinet du préfet du Nord, Félix Trépont.
Lieutenant de chasseurs alpins pendant la guerre de 1914-1918, son attitude lui vaut cinq citations et la Légion d'honneur.
En 1919, il commence une carrière préfectorale :
- chef de cabinet du préfet de la Loire (1919-1921) ,
- secrétaire général du Gers (1921-1922),
- sous-préfet d'Arcis-sur-Aube (1922-1924),
- sous-préfet de Carpentras en 1924, non installé,
- sous-préfet de Brest en 1926, non installé,
- préfet de la Lozère en 1929, non installé,
- préfet de la Haute-Marne (1929-1931),
- préfet des Vosges (1931-1932),
- préfet de Maine-et-Loire en 1932, non installé.

Il est à plusieurs reprises chef de cabinet d'Édouard Herriot lorsque ce dernier est président du Conseil en 1924 et 1932, président de la Chambre des députés en 1925, ministre de l'Instruction Publique en 1926.
De décembre 1932 à février 1934, ce fils et petit-fils de musiciens est directeur général des Beaux-Arts.
En 1934, il retrouve Édouard Herriot, maire de Lyon, en tant que préfet du Rhône.

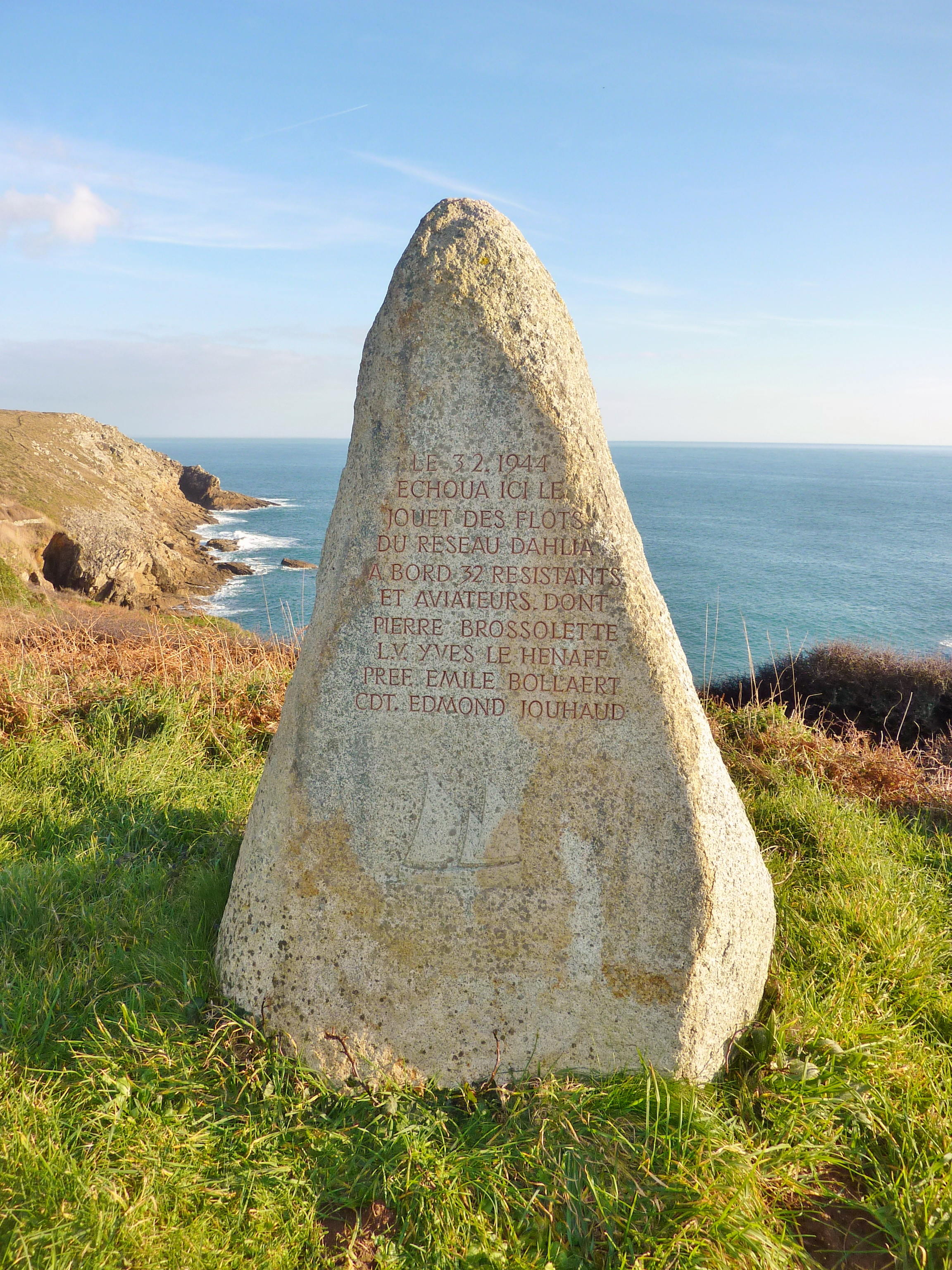
Plogoff : monument commémoratif de l'échouement du Jouet des Flots le 3 février 1944 à Feunteun Aod.

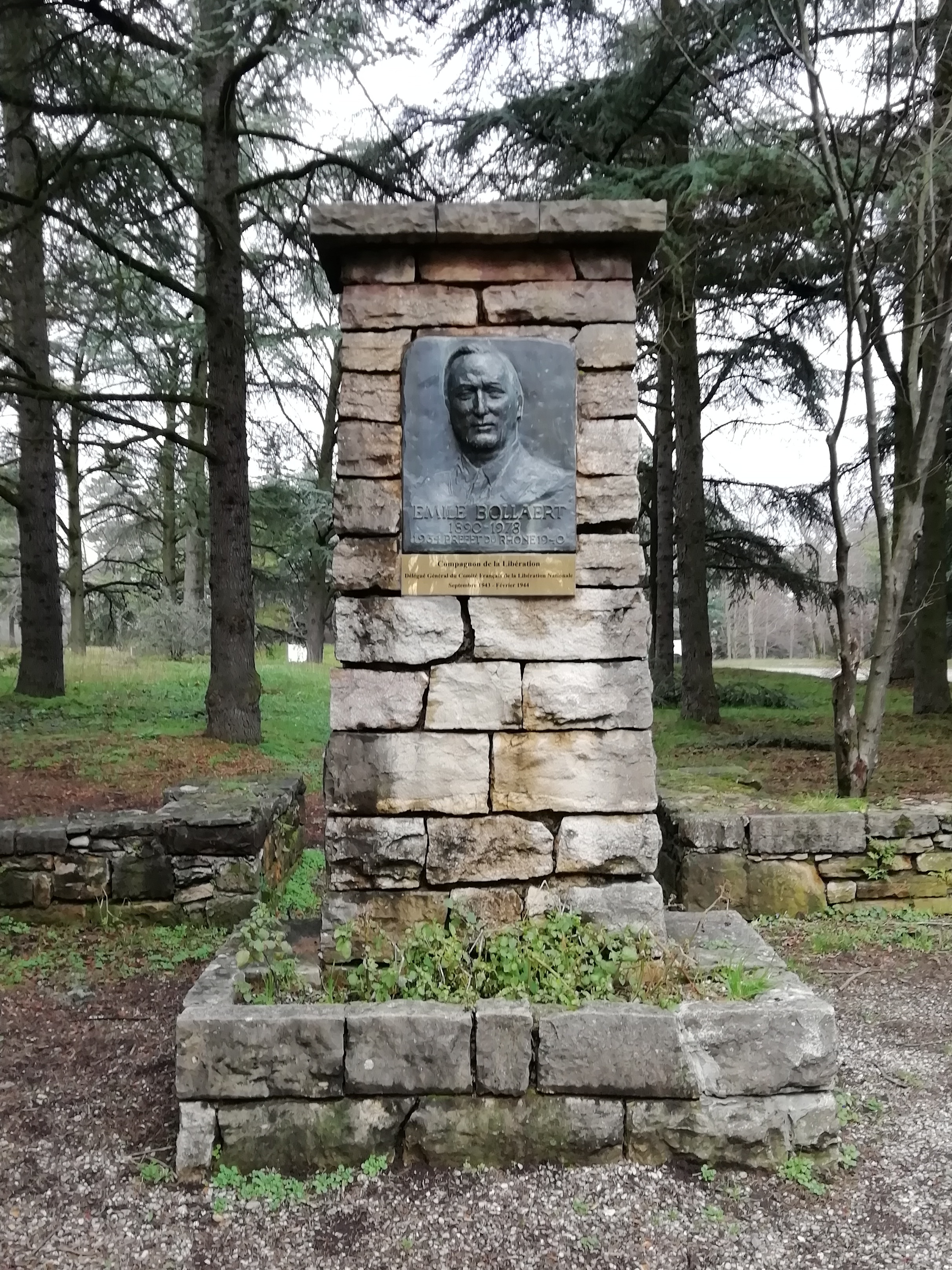
Stèle dédiée à Émile Bollaert, au parc de Parilly, Bron, Rhône.

En septembre 1940, il refuse de prêter serment au maréchal Pétain et prend sa retraite.
Revenu à Paris en 1941, il entre dans la Résistance. Il est désigné dès janvier 1943 comme le futur préfet de police de Paris. « Baudoin » (son pseudonyme de résistant) contacte le général de Gaulle, qui, par un décret du 1er septembre 1943, le nomme délégué général du Comité français de la Libération nationale auprès du Conseil national de la Résistance, pour remplacer Jean Moulin.
Le 3 février 1944, Émile Bollaert (dont le bateau à bord duquel il se trouvait, le Jouet des Flots, pris dans la tempête, s'est échoué à Feunteun Aod en Plogoff) est intercepté, avec Pierre Brossolette, sur la côte bretonne à Plouhinec (Finistère) en cherchant à se rendre à Londres. Ils sont détenus dans deux cellules voisines et torturés. Il est déporté en Allemagne par le « convoi des 57000 » parti de Paris le 15 août 1944 : d'abord à Buchenwald, puis à Dora. Avec Marcel Petit, le général Louis Gentil, Edmond Debeaumarché, Richard Pouzet, des Tchèques dont le médecin Jan Cespiva, il est des principaux instigateurs de ce qu'on a appelé le complot de Dora concernant le sabotage des V2 et un plan de rébellion. Lors de l'évacuation du camp de Dora, les marches de la mort le conduisent à Bergen-Belsen. Il est remplacé, au poste de délégué général du Comité de libération nationale en France occupée, par Alexandre Parodi.
Délivré par l'armée britannique le 15 avril 1945, il rentre en France le 29 avril ; il ne pèse plus que 45 kilos. Le 1er mai 1945, il participe au défilé sur les Champs-Élysées avec ses compagnons de captivité, en uniforme de déporté. Après son rapatriement, il prend, en juin 1945, la succession de Charles Blondel comme commissaire régional de la République à Strasbourg.
Le 13 mars 1947, alors que la guerre d'Indochine a commencé depuis quelques mois, il est nommé haut commissaire en Indochine, en remplacement de l'amiral Thierry d'Argenlieu. Après avoir vainement tenté d'obtenir un cessez-le-feu de la part du Việt Minh, il entame des négociations avec l'ex-empereur Bảo Đại, dans le but de ramener ce dernier au pouvoir à la tête d'un Viêt Nam unifié. Les tractations avec Bảo Đại sont cependant prolongées pendant de longs mois, et butent sur le statut de la Cochinchine, dont le rattachement avec le reste du territoire vietnamien prend du retard. Déçu, Émile Bollaert ne sollicite pas le renouvellement de son mandat en Indochine : le 21 octobre 1948, il est remplacé par Léon Pignon, qui est alors chargé de mener les négociations à leur terme.
De 1949 à 1960, il préside le conseil d'administration de la Compagnie nationale du Rhône.
Émile Bollaert meurt le 18 mai 1978 à Paris. Après un hommage solennel du Gouvernement et de la Présidence du Sénat le 23 mai 1978 dans la cour des Invalides, il est inhumé au cimetière du Montparnasse.

## Décorations
- Grand-croix de la Légion d'honneur (1960)
- Compagnon de la Libération par décret du 16 octobre 1945[8]
- Croix de guerre 1914-1918 (5 citations)
- Croix de guerre des Théâtres d'opérations extérieurs
- Médaille de la Résistance française avec rosette par décret du 31 mars 1947[9]
- Commandeur de l'ordre des Palmes académiques
- Officier de l'ordre du Mérite agricole
- Commandeur de l'ordre des Arts et des Lettres (1960)
- Croix du combattant volontaire de la Résistance
- Médaille commémorative des services volontaires dans la France libre
- Médaille de la déportation pour faits de Résistance
- Grand cordon de l'ordre du Ouissam alaouite (1945)[10]
- Grand-croix de l'ordre du Nichan Iftikhar (1945)
- Modèle:Déco Grand-croix de l'ordre Royal du Cambodge (1947)
- Grand-croix de l'Ordre du Million d'Éléphants et du Parasol blanc (1947)
- Commandeur de l'ordre national du Cèdre
- Médaille d'Or du Ministère de l'Intérieur

## Publications
- E. Bollaert, Sur la voie de l'Union Française : trois discours-programmes, Bureau de la presse et de l'information du haut-commissariat de France pour l'Indochine, 1948, 41 p.[11]
- E. Bollaert, Guerre et Paix en Indochine, Paris, Paris-Reportages, 1950, 16 p. (présentation en ligne)

## Hommage
- Mail et rue Émile-Bollaert (Paris)
- Place Emile-Bollaert (Dunkerque)
- Boulevard Emile-Bollaert (Lyon-Bron)